# Село (Ленінградська область)
Село (рос. Село) — присілок у Волосовському районі Ленінградської області Російської Федерації.
Населення становить 20 осіб. Належить до муніципального утворення Калитинське сільське поселення.

## Історія
Від 1 серпня 1927 року належить до Ленінградської області.

## Населення
| 1838 | 1848 | 1862 | 1997 | 2007 | 2010 | 2017 |
| ---- | ---- | ---- | ---- | ---- | ---- | ---- |
| 83   | ↘72  | ↗77  | ↘3   | ↗19  | ↗23  | ↘20  |